# 마티아스 쇼버
마티아스 쇼버 (Mathias Schober, 1976년 4월 8일, 마를 ~)는 독일의 전 축구 선수로, 현역 시절 포지션은 골키퍼였다.

## 경력
쇼버는 1994년에 FC 샬케 04에서 프로 데뷔를 하였고, 그 곳에 6년동안 있었는데, 주로 옌스 레만의 백업 골키퍼로 활약하였다. 레만이 이탈리아의 AC 밀란으로 이적하자, 그는 세컨드 골키퍼로 올라왔고, 올리버 레크가 주전 자리를 차지하였다. 하지만, 쇼버는 1998년에서 2000년까지 총 24번의 리그 경기에 출장하는데 성공하였다.
함부르거 SV에서의 실패 이후, 쇼버는 FC 한자 로스토크로 이적하여 6년 중 5년을 팀의 주전 골키퍼로 활약 (5년 중 1경기만 결장), 2시즌을 2부리그에서 보냈다. 그 후, 그는 2007-08 시즌 시작 전에 FC 샬케 04로 돌아와, 현재 FC 바이에른 뮌헨으로 떠난 마누엘 노이어의 백업 골키퍼가 되었다. 2011-12 시즌 현재, 그는 샬케로 돌아온 랄프 랑니크 감독으로부터 샬케 04의 백업 골키퍼가 되었다.
함부르거 SV에서의 선수 생활 도중, 쇼버는 2000-01 시즌의 주요부에 관여하였다. FC 바이에른 뮌헨과의 시즌 마지막 경기에서였다. 뮌헨은 쇼버의 친정팀인 FC 샬케 04를 제치고 리그 우승을 하기 위해 최소 승점 1점이 요구되었다. 함부르크는 세르게이 바르바레즈의 90분에 터진 골로 앞서나갔다. 그러나, 그가 토마시 우이팔루시의 백패스를 받으려고 할때, 뮌헨에게 그의 페널티 에어리어 내에서 간접 프리킥이 주어졌다. 파트리크 안데르손은 프리킥을 박아 넣어 뮌헨이 극적인 우승을 하였다.

## 수상
FC 샬케 04
- DFB-포칼:2010-11
- 독일 슈퍼컵:2011